# Veine thoracique interne
La veine thoracique interne (anciennement connue sous le nom de veine mammaire interne) est un vaisseau qui draine la paroi thoracique et les seins. 
Bilatérale, elle provient de la veine épigastrique supérieure, reçoit les branches sternales, intercostales et médiastinales et se termine dans la veine brachiocéphalique. 
Tout au long de son trajet, elle est accompagnée par l'artère thoracique interne. 

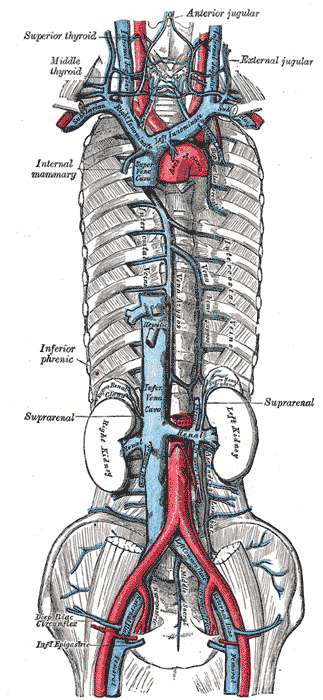
Veines du thorax et de l'abdomen. Les veines thoraciques internes se drainent dans les veines brachiocéphaliques.
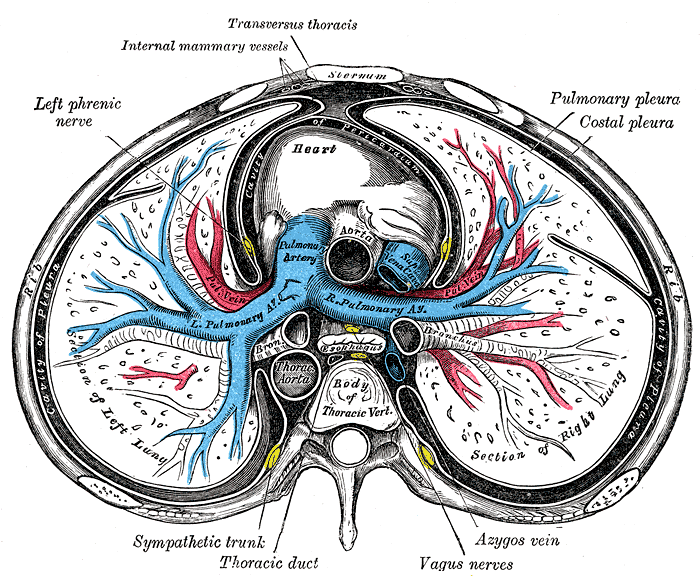
Coupe transversale du thorax, montrant les relations de l'artère pulmonaire.

## Sources
- (en) Cet article est partiellement ou en totalité issu de l’article de Wikipédia en anglais intitulé « Internal thoracic vein » (voir la liste des auteurs).

1. ↑  « Dictionnaire d'anatomie, Editions Désiris », sur www.adverbum.fr (consulté le 26 juin 2020)